# Trebušovce
Trebušovce (węg. Terbegec) – wieś (obec) na Słowacji położona w kraju bańskobystrzyckim, w powiecie Veľký Krtíš. Pierwsze wzmianki o miejscowości pochodzą z 1247 roku.
Według danych z dnia 31 grudnia 2012 roku, wieś zamieszkiwały 202 osoby, w tym 110 kobiet i 92 mężczyzn.
W 2001 roku rozkład populacji względem narodowości i przynależności etnicznej wyglądał następująco:
- Słowacy – 18,69%
- Czesi – 0,51%
- Węgrzy – 80,81%

Ze względu na wyznawaną religię w 2001 roku 96,97% mieszkańców było katolikami rzymskimi, a 3,03% ewangelikami.